# Phyllorhynchus browni
Phyllorhynchus browni är en ormart som beskrevs av Stejneger 1890. Phyllorhynchus browni ingår i släktet Phyllorhynchus och familjen snokar.
Denna orm förekommer i södra Arizona (USA) och nordvästra Mexiko. Arten lever i kulliga områden mellan 300 och 900 meter över havet. Den vistas i halvöknar med buskar och annan glest fördelad växtlighet. Phyllorhynchus browni gömmer sig i underjordiska bon. Honor lägger ägg.
Landskapsförändringar kan påverka beståndet lokalt. Hela populationen anses vara stabil. IUCN kategoriserar arten globalt som livskraftig.

## Underarter
Arten delas in i följande underarter:
- P. b. browni
- P. b. fortitus
- P. b. klauberi
- P. b. lucidus